# Isla Jaina
Isla Jaina är en ö i Mexiko. Den ligger vid udden Punta Sayosal och tillhör kommunen Hecelchakán i delstaten Campeche, i den sydöstra delen av landet. Arean är 0,52 kvadratkilometer.